# WBSC Premier12 2019
Das WBSC Premier12 2019 war die zweite Ausgabe des WBSC Premier12, der Baseballweltmeisterschaft, die von der World Baseball Softball Confederation ausgerichtet wurde. Das Turnier wurde vom 2. bis 17. November 2019 in Südkorea, Mexiko, Taiwan und Japan ausgetragen.

## Teilnehmende Teams
Für die Teilnahme qualifizierten sich die 12 Baseballnationalmannschaften mit der höchsten Punktzahl in den WBSC World Rankings. Dies waren zum Zeitpunkt der Auswahl folgende:
| Rang | Team                    | Punkte |
| ---- | ----------------------- | ------ |
| 1    | Japan                   | 5796   |
| 2    | Vereinigte Staaten      | 5565   |
| 3    | Südkorea                | 4987   |
| 4    | Chinesisch Taipeh       | 3569   |
| 5    | Kuba                    | 3516   |
| 6    | Mexiko                  | 3393   |
| 7    | Australien              | 2440   |
| 8    | Niederlande             | 2421   |
| 9    | Venezuela               | 2348   |
| 10   | Kanada                  | 2186   |
| 11   | Puerto Rico             | 2105   |
| 12   | Dominikanische Republik | 1920   |

Deutschland war zu diesem Zeitpunkt 22., Österreich 27. und die Schweiz 49.

## Spielstätten
| Gruppe A                              | Gruppe B                                   | Gruppe C          |
| ------------------------------------- | ------------------------------------------ | ----------------- |
| Zapopan, Mexiko                       | Taichung, Taiwan                           | Seoul, Südkorea   |
| Estadio de Béisbol Charros de Jalisco | Taichung Intercontinental Baseball Stadium | Gocheok Skydome   |
| Kapazität: 16.000                     | Kapazität: 20.000                          | Kapazität: 16.813 |
|                                       |                                            |                   |

| Gruppe B                               | Super Round         | Super Round und Finale |
| -------------------------------------- | ------------------- | ---------------------- |
| Taoyuan, Taiwan                        | Chiba, Japan        | Tokyo, Japan           |
| Taoyuan International Baseball Stadium | ZOZO Marine Stadium | Tokyo Dome             |
| Kapazität: 20.000                      | Kapazität: 30.000   | Kapazität: 46.000      |
|                                        |                     |                        |

## Vorrunde
In der Vorrunde wird in 3 Gruppen zu je 4 Mannschaften gespielt. Die beiden bestplatzierten Mannschaften pro Gruppe qualifizieren sich für die 2. Runde.
Gruppe A
| Pl. | Team                    | S | N |
| --- | ----------------------- | - | - |
| 1.  | Mexiko                  | 3 | 0 |
| 2.  | Vereinigte Staaten      | 2 | 1 |
| 3.  | Dominikanische Republik | 1 | 2 |
| 4.  | Niederlande             | 0 | 3 |

Gruppe B
| Pl. | Team              | S | N |
| --- | ----------------- | - | - |
| 1.  | Japan             | 3 | 0 |
| 2.  | Chinesisch Taipeh | 2 | 1 |
| 3.  | Venezuela         | 1 | 2 |
| 4.  | Puerto Rico       | 0 | 3 |

Gruppe C
| Pl. | Team       | S | N |
| --- | ---------- | - | - |
| 1.  | Südkorea   | 3 | 0 |
| 2.  | Australien | 1 | 2 |
| 3.  | Kanada     | 1 | 2 |
| 4.  | Kuba       | 1 | 2 |

## 2. Runde
In der 2. Runde wird in einer Gruppe zu sechs Mannschaften gespielt. Der 3. und 4. spielen um Bronze, der 1. und 2. bestreiten das Finale. Die 2. Runde wird vom 11. bis 16. November ausgetragen.
| Pl. | Team               | S | N |
| --- | ------------------ | - | - |
| 1.  | Japan              | 4 | 1 |
| 2.  | Südkorea           | 3 | 2 |
| 3.  | Mexiko             | 3 | 2 |
| 4.  | Vereinigte Staaten | 2 | 3 |
| 5.  | Chinesisch Taipeh  | 2 | 3 |
| 6.  | Australien         | 1 | 4 |

## Finalrunde
Die beiden Spiele der Finalrunde finden im Tokyo Dome statt.
| Datum            | Zeit  | Heim   | Score | Auswärts           |
| ---------------- | ----- | ------ | ----- | ------------------ |
| Spiel um Platz 3 |       |        |       |                    |
| 17.11.2019       | 12:00 | Mexiko | 3:2   | Vereinigte Staaten |
| Finale           |       |        |       |                    |
| 17.11.2019       | 19:00 | Japan  | 5:3   | Südkorea           |

## Olympiaqualifikation
Die beste Mannschaft aus Amerika qualifiziert sich für die Olympischen Spiele 2020, ebenso die beste aus Asien/Ozeanien, sollte diese unter die besten sechs kommen.
Südkorea qualifizierte sich so für die Olympischen Spiele. Japan stand als Ausrichter bereits als Teilnehmer fest.